# Coburg (Oregon)
Coburg is een plaats (city) in de Amerikaanse staat Oregon, en valt bestuurlijk gezien onder Lane County.

## Demografie
Bij de volkstelling in 2000 werd het aantal inwoners vastgesteld op 969. In 2006 is het aantal inwoners door het United States Census Bureau geschat op 1006, een stijging van 37 (3,8%).

## Geografie
Volgens het United States Census Bureau beslaat de plaats een oppervlakte van 1,8 km², geheel bestaande uit land. Coburg ligt op ongeveer 122 m boven zeeniveau.

## Plaatsen in de nabije omgeving
De onderstaande figuur toont nabijgelegen plaatsen in een straal van 28 km rond Coburg.